# سیارک ۱۲۵۶۶
سیارک ۱۲۵۶۶ (به انگلیسی: 12566 Derichardson، نامگذاری:1998SH54) دوازده هزار و پانصد و شصت و ششمین سیارک کشف شده‌است که در ۱۶ سپتامبر ۱۹۹۸ کشف شد.
قدر مطلق سیارک برابر ۲۸.۲ است.